# St. Peter und Paul (Palmberg)

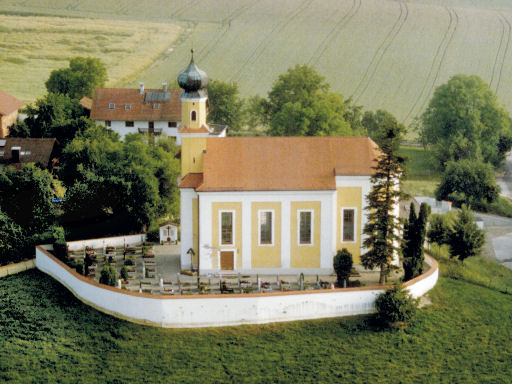
Kirche in Palmberg aus der Luft

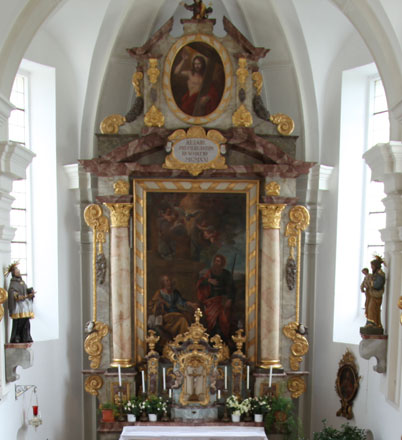
Hochaltar von St. Peter und Paul

Die Filialkirche St. Peter und Paul ist die römisch-katholische Dorfkirche von Palmberg, einem Gemeindeteil der Gemeinde Zangberg in Oberbayern. Die Kirche entstand um 1700.

## Beschreibung
Der an drei Seiten geschlossene polygonale Chor des schmucklosen Saalbaus besteht aus einem Joch, das Langhaus aus drei. Es wird von einem Tonnengewölbe mit Quergurten gedeckt, darin bis zum Scheitel einschneidende Stichkappen.
Der Turm an der Westseite ist durch Lisenen gegliedert.
Auf dem Friedhof befindet sich die Gräber des Dichters Martin Greif und des Politikers Valentin Dasch.